# Kick Gurry
Christopher Gurry (Melbourne, Victoria; 20 de julio de 1978), conocido como Kick Gurry, es un actor australiano, popular por interpretar a Joe Kovac en la serie australiana Tangle.

## Carrera
En 2008, obtuvo el papel de Sparky en la película Speed Racer. Sparky es el mecánico de Speed (Emile Hirsch). 
En 2010, se unió al elenco de la segunda temporada de la serie australiana Tangle, donde interpreta a Joe Kovac, el hermano de Vince (Ben Mendelsohn), quien regresa con la esperanza de ser parte de una familia.
En 2012, apareció como invitado en la serie Offspring donde interpretó a Adam. Ese mismo año interpretó a Rabbit Rosen en la serie Cybergeddon donde compartió créditos con Missy Peregrym y Olivier Martínez.
En 2014, interpretó a Griff en la película Edge of Tomorrow, también apareció en Jupiter Ascending junto a Channing Tatum.

## Vida privada
Entre 2007 y 2008, salió con la actriz Christina Ricci; la pareja se conoció mientras filmaban la película Speed Racer.

## Filmografía
Series de televisión
| Año       | Título           | Personaje     | Notas                                  | Ref.  |
| --------- | ---------------- | ------------- | -------------------------------------- | ----- |
| 1997      | Raw FM           | Toby          | 2 episodios                            |       |
| 1998      | SeaChange        | Jerome Hall   | episodio "Balls and Friggin Good Luck" |       |
| 1998      | State Coroner    | Josh Dabovich | episodio "Three's a Crowd"             |       |
| 1999      | Wildside         | Steven Bolten | episodio # 2.14                        |       |
| 2002      | Young Lions      | Danny         | episodio "Serial Killer: Part 2"       |       |
| 2006      | Two Twisted      | Jenkins       | episodio "Jailbreak"                   |       |
| 2005-2006 | The Alice        | Darren        | 8 episodios                            |       |
| 2010-2012 | Tangle           | Joe Kovac     | 12 episodios                           | [ 4 ] |
| 2012      | Cybergeddon Zips | Rabbit Rosen  | episodio "Rabbit"                      |       |
| 2012      | Cybergeddon      | Rabbit Rosen  | 2 episodios                            | [ 5 ] |
| 2012      | Offspring        | Adam          | 4 episodios                            | [ 6 ] |

Películas
| Año  | Título                        | Personaje      | Notas | Ref.  |
| ---- | ----------------------------- | -------------- | --- | ----- |
| 1996 | The Inner Sanctuary           | Caminante      | junto a Samuel Johnson & Lisa McCune                                                                          |       |
| 1997 | Halifax f.p: Someone You Know | Luke           | junto a Rebecca Gibney, Sonia Todd & Grant Bowler                                                             |       |
| 1998 | Denial                        | Slink          | corto - junto a Kerry Armstrong                                                                               |       |
| 1998 | The Thin Red Line             | -              | - |       |
| 2000 | The Big House                 | Sonny          | corto - junto a Gary Sweet, Tony Martin & Paul Pantano                                                        |       |
| 2000 | Looking for Alibrandi         | Jacob Coote    | junto a Greta Scacchi, Anthony LaPaglia, Salvatore Coco, Leeanna Walsman, Geoff Morrell & Matthew Newton      |       |
| 2001 | Buffalo Soldiers              | -              | junto a Tom Ellis                                                                                             |       |
| 2002 | Garage Days                   | Freddy         | junto a Emma Lung, Pia Miranda, Andy Anderson, Brett Stiller, Marton Csokas, Holly Brisley & Matthew Le Nevez |       |
| 2003 | Good Luck Jeffrey Brown       | Jeffrey Brown  | corto |       |
| 2004 | Spartan                       | Jones          | junto a Val Kilmer                                                                                            |       |
| 2005 | Daltry Calhoun                | Frankie Strunk | junto a Johnny Knoxville, Elizabeth Banks & Juliette Lewis                                                    |       |
| 2008 | Speed Racer                   | Sparky         | junto a Emile Hirsch                                                                                          |       |
| 2011 | Cocks                         | Alpha          | corto - junto a John Boxer                                                                                    |       |
| 2011 | Spider Walk                   | Greg           | corto - junto a Justine Clarke & Jack Finsterer                                                               |       |
| 2013 | Off Course                    | Chaz           | corto - junto a Adam Schmerl & Pier Carthew                                                                   |       |
| 2014 | Edge of Tomorrow              | Griff          | junto a Tom Cruise, Emily Blunt, Bill Paxton, Charlotte Riley & Jonas Armstrong                               | [ 7 ] |
| 2014 | Jupiter Ascending             | -              | junto a Channing Tatum, Mila Kunis, Sean Bean, Eddie Redmayne & Douglas Booth                                 | [ 3 ] |

Apariciones
| Año | Título           | Notas |
| --- | ---------------- | ----- |
| -   | Addicted to Bass | -     |